# Arthrolytus maculipennis
Arthrolytus maculipennis is een vliesvleugelig insect uit de familie Pteromalidae. De wetenschappelijke naam is voor het eerst geldig gepubliceerd in 1835 door Walker.